# Jay Ward (giocatore di football americano)
Jay Ward (Moultrie, 13 luglio 2000) è un giocatore di football americano statunitense che milita nel ruolo di safety per i Minnesota Vikings della National Football League (NFL).

## Carriera

### Minnesota Vikings
Al college Ward giocò a football a LSU. Fu scelto nel corso del quarto giro (134º assoluto) del Draft NFL 2023 dai Minnesota Vikings. Debuttò come professionista subentrando nella gara del primo turno contro i Tampa Bay Buccaneers, giocando 15 snap negli special team. La sua prima stagione si chiuse con 8 tackle e un fumble recuperato disputando tutte le 17 partite, nessuna delle quali come titolare.